# Polyortha bryographa
Polyortha bryographa es una especie de polilla de la familia Tortricidae. Se encuentra en Perú.